# Römisches Theater Mainz

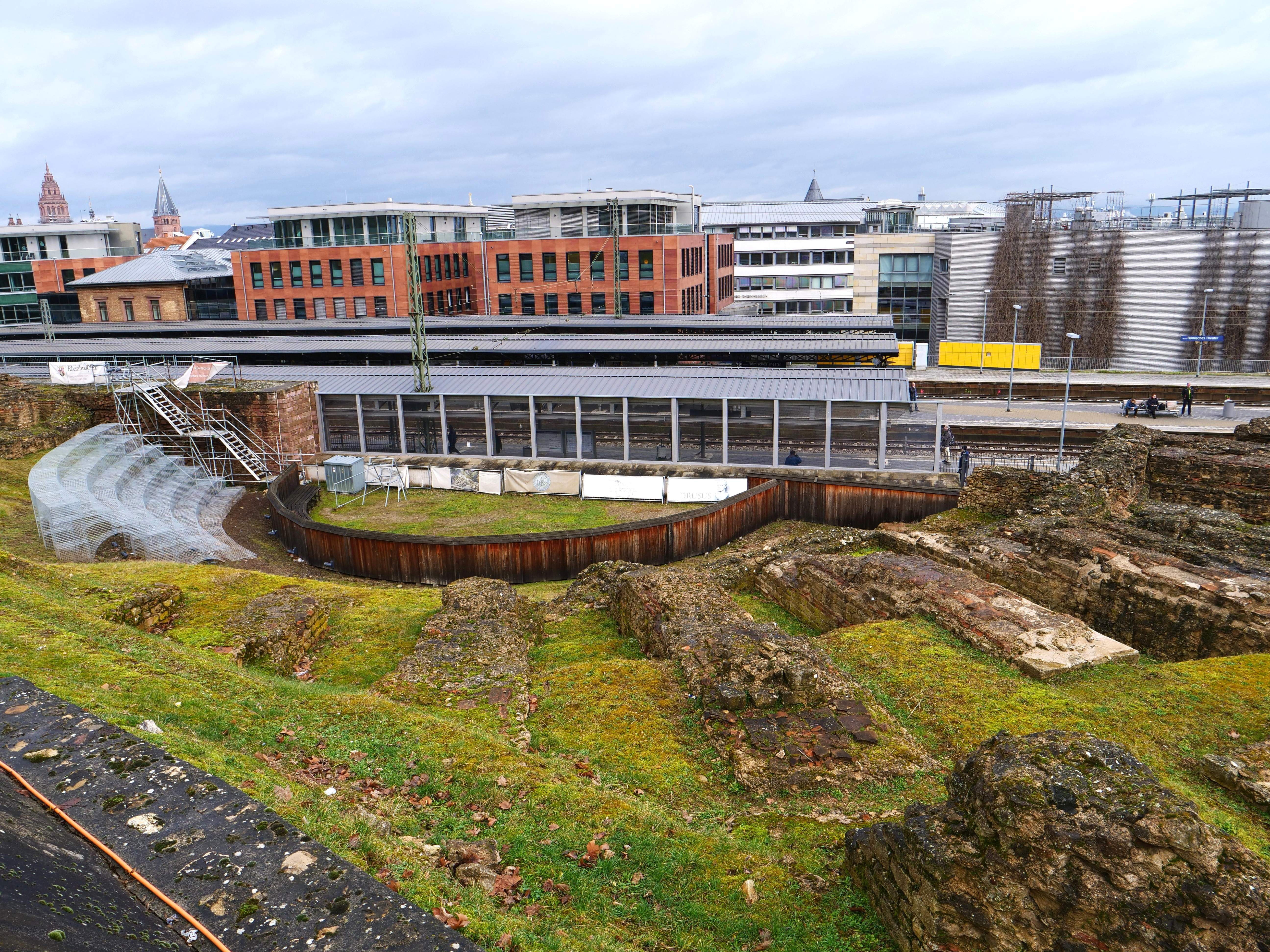
Ausgrabungsstätte und Bahnhof Römisches Theater

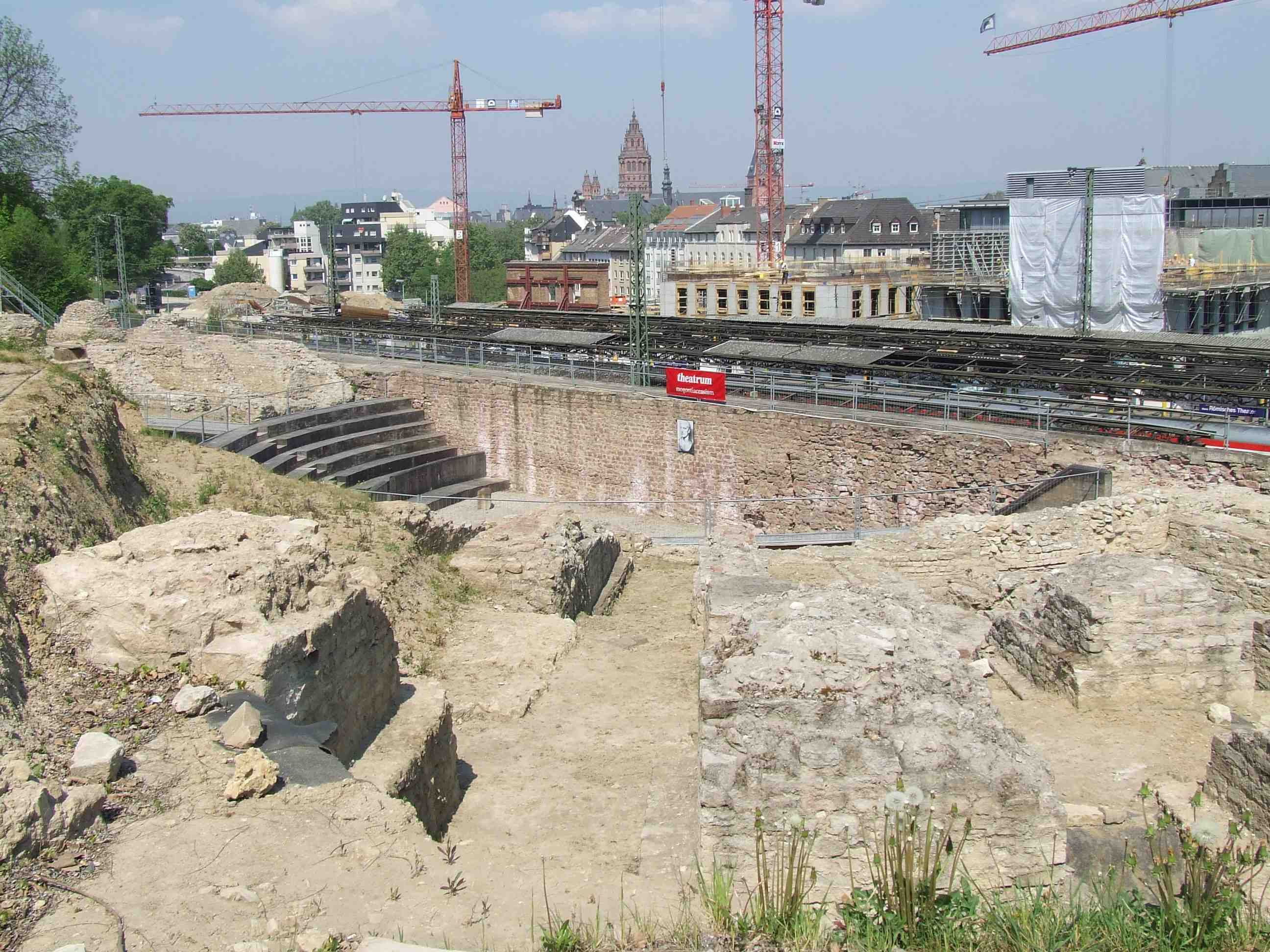
Ausgrabungsstand und Präsentation 2007

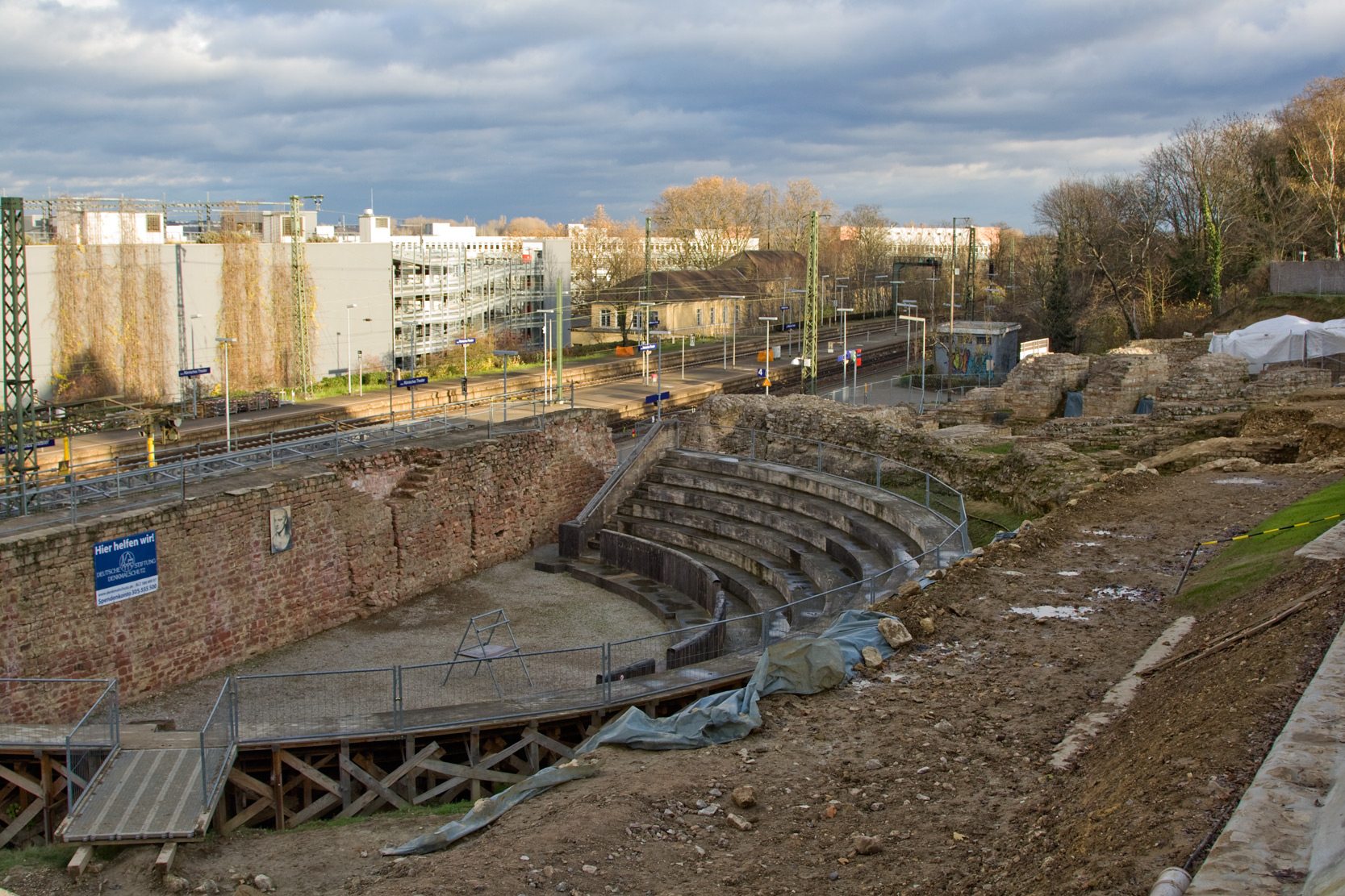
Ausgrabungsstand und Präsentation 2008

Das Römische Theater in der rheinland-pfälzischen Landeshauptstadt Mainz (lateinisch Mogontiacum) wurde Ende der 1990er Jahre freigelegt. Es befindet sich in direkter Nachbarschaft des Bahnhofs Mainz Römisches Theater und war mit einem Durchmesser von 116 m und einer Bühnenbreite von 42 m einst das größte römische Bühnentheater nördlich der Alpen. Es bot Platz für ca. 10.000 Besucher.

## Geschichte
Das römische Mainz verdankt seine Bedeutung vor allem der verkehrsgünstigen Lage an der Mündung des Mains in den Rhein. Von hier aus ließ sich die nahe gelegene Grenze des Imperium Romanums, der Limes, sehr gut verteidigen und von hier aus ließen sich Feldzüge gegen die Germanen organisieren. Deswegen wurde hier um 13/12 v. Chr. ein Zweilegionenlager gegründet, welches bis in die Zeit nach 350 bestand.
Um dieses Lager entstand mit der Zeit auch eine Zivilsiedlung (lateinisch vicus) mit Stadtcharakter, welche ab ca. 80 n. Chr. zur Hauptstadt (lateinisch caput provinciae) der neu eingerichteten Provinz Germania superior wurde. In dieser Stadt wurde, wahrscheinlich in engem Zusammenhang mit den feierlichen Totenspielen zu Ehren von Drusus, auch ein römisches Theater errichtet. Bei dem nur 340 m entfernten Ehrenmal für Drusus (siehe auch Drususstein) dürften die militärischen Paraden (decursio militum) zu Ehren von Drusus abgehalten worden sein, die bereits 19 n. Chr. erwähnt werden. Das römische Bühnentheater wird entsprechend bei den zivilen Gedenkfeiern (supplicatio) der Repräsentanten der 60 gallischen Gebietskörperschaften (Galliarum civitates) zu Ehren des Drusus verwendet worden sein. Bereits 39 n. Chr. erwähnt Sueton ein Theater in Mogontiacum. Wahrscheinlich gab es bereits vor dem in Stein ausgeführten, heute in Ausgrabung befindlichen Theater, einen hölzernen Vorgängerbau.
Das Theater bot als größtes Bühnentheater nördlich der Alpen Platz für etwa 10.000 Besucher. Die Breite des Zuschauerraumes betrug 116 m, die der Bühne 42 m. Mit dem Umbau der Stadtmauer Mitte des 4. Jahrhunderts, für den auch Steinmaterial des Theaters verwendet worden sein dürfte, lag das Theater außerhalb des geschützten Bereiches und der Theaterbetrieb kam zum Erliegen. Wiederverwendbares Steinmaterial wie beispielsweise die Steinblöcke der Zuschauerränge wurden nach und nach abgetragen.
Die massiv gemauerten Gewölbe des Theaters überdauerten noch einige Jahrhunderte. Ab dem 6. Jahrhundert wurden sie als Katakomben für Bestattungen aus den umliegenden Klöstern (vor allem wohl St. Nikomedes, ein heute nicht mehr existierendes Kloster) verwendet. Entsprechende Grablegungen wurden bei den Ausgrabungen der letzten Jahre gefunden.
Im 11. Jahrhundert wird das römische Bühnentheater ein letztes Mal erwähnt. Gozwin von Mainz schreibt in seiner Passio sancti Albani Martyris Moguntini: Hoc etiam astruunt adhuc superstites theatri ruinae, quod Romano more ad ludos circenses et theatrica spectacula constructum est. („Davon zeugen auch die noch erhaltenen Ruinen des Theaters, das nach römischer Sitte für Zirkusspiele und Theateraufführungen erbaut wurde.“)
Beim Bau der Zitadelle von Mainz Mitte des 17. Jahrhunderts kam es dann zu einer völligen Einebnung des Geländes. Die letzten sichtbaren Überreste des Mauerwerks verschwanden und das römische Bühnentheater geriet in Vergessenheit.

## Wiederentdeckung und Ausgrabung
Erst beim Bau der Eisenbahn im Jahr 1884 fand man Fundamente des Bühnenhauses, die zwar vermessen, danach aber abgerissen wurden, um die Gleise und Bahnsteige des Südbahnhofs anzulegen. Die Mauerreste wurden jedoch nicht mit dem lange gesuchten Theater in Verbindung gebracht. Als 1914 bei Kanalarbeiten erneut Mauerreste gefunden wurden, erkannte der Kunsthistoriker Ernst Neeb diese als Überreste eines römischen Bühnentheaters. Eine Suchgrabung im Jahre 1916 bestätigte seine Annahme, wegen der Not des Ersten Weltkriegs konnten aber keine größere Ausgrabungen durchgeführt werden. Die Mauerreste wurden wieder zugeschüttet und gerieten fast vollständig in Vergessenheit.
1998 wurden, nach mehrjähriger Planung, in einem ersten Suchschnitt mehrere Pfeilerreste wieder sichtbar gemacht. Seit 1999 laufen, ermöglicht durch Spenden und Sponsorenhilfe, umfangreiche Ausgrabungen des Bauwerks, unterstützt auch durch freiwillige Helfer aus der Mainzer Bevölkerung.

Ausgrabungsstand und Präsentation 2024
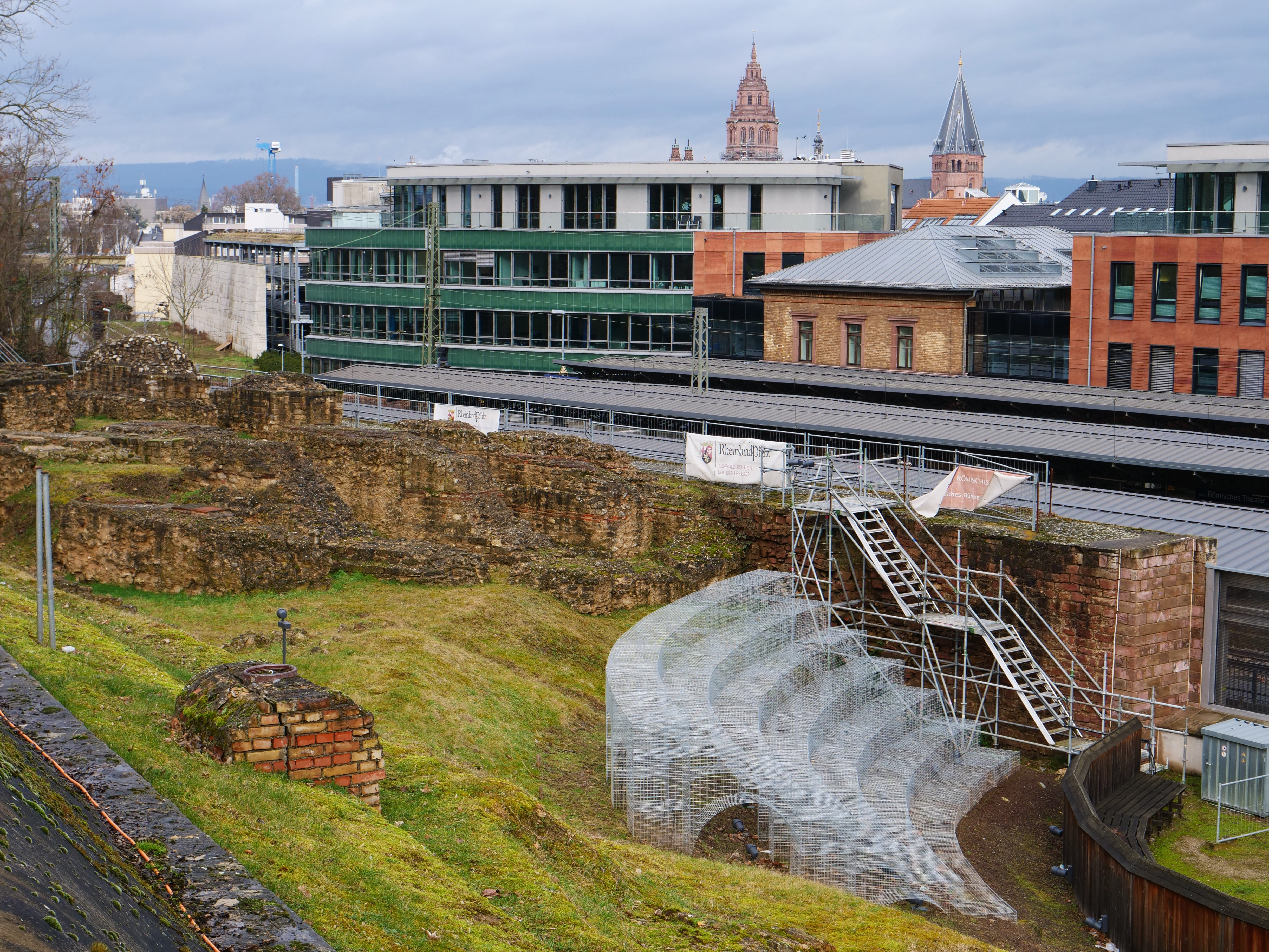
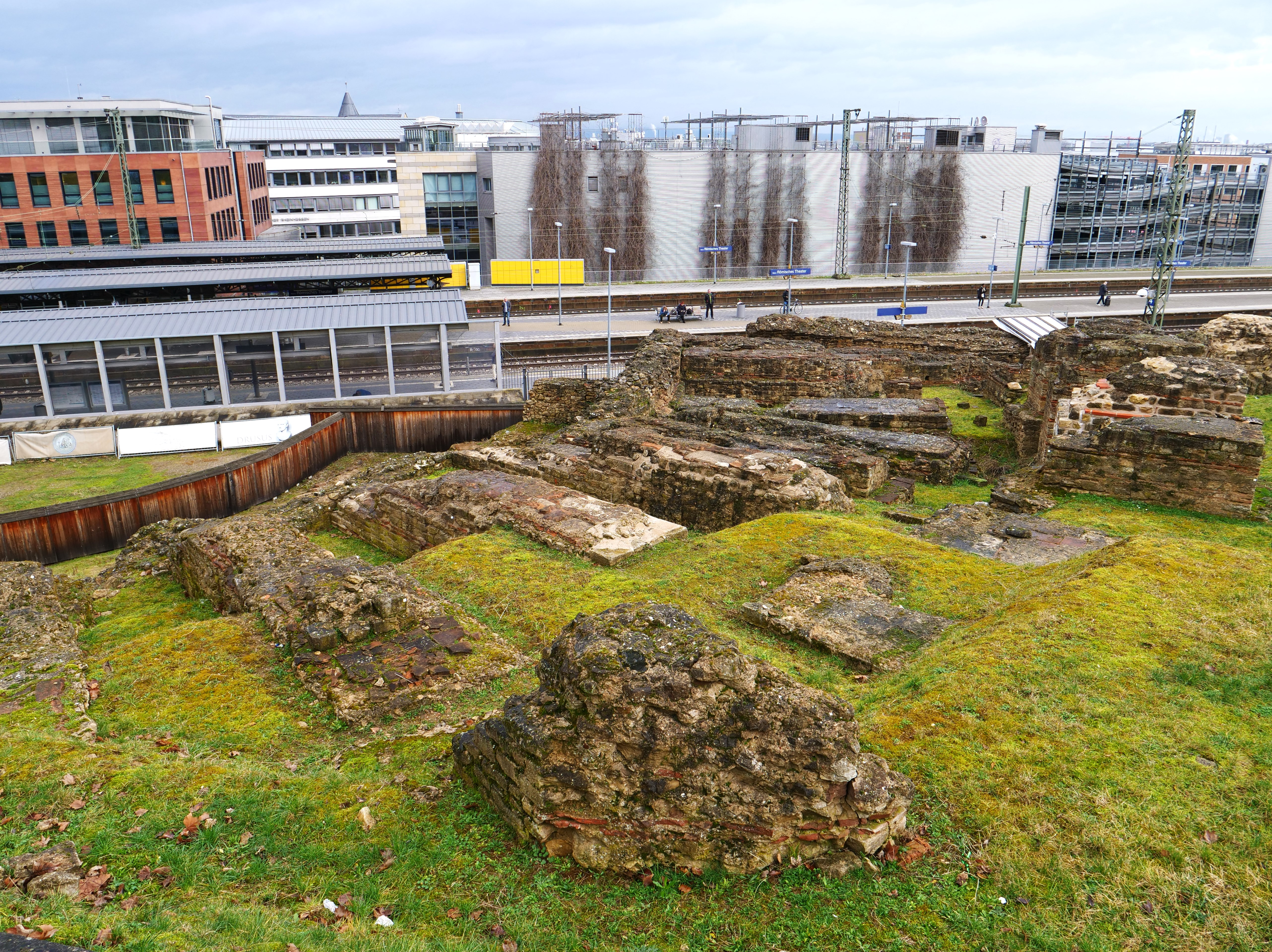
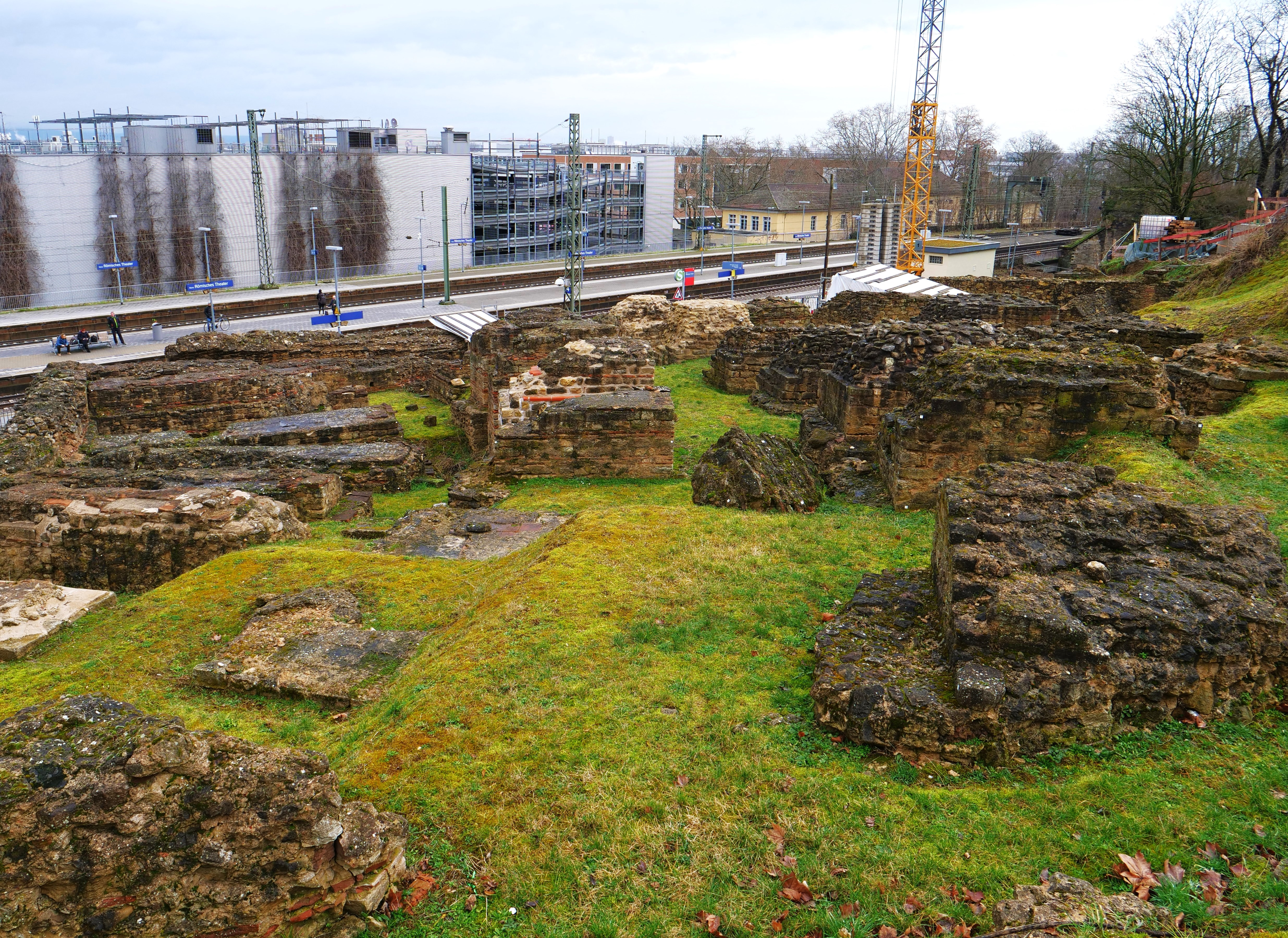

## Nutzung in der Neuzeit
Das Theater sowie die Zitadelle mit der Umgebung, einschließlich des angrenzenden Südbahnhofs, der im Dezember 2006 entsprechend umbenannt wurde, sollen in nächster Zeit weiter aufgewertet werden. Ebenso gibt es immer wieder Überlegungen, das Grabungsareal durch eine neue Verkehrsführung zur Zitadelle zu erweitern oder Teile des Theaters zu rekonstruieren.
Im Rahmen des privat finanzierten internationalen Theaterfestivals „TheaterTräume“ mit Festivalleiter Wolfgang Rademaker wurde das Römische Theater am Südbahnhof 2004 erstmals in der Neuzeit wieder bespielt. In Kooperation mit der Archäologischen Denkmalpflege Rheinland-Pfalz wurden die ursprünglich aus Stein gemauerten Sitzreihen des Römertheaters in Holz nachgebildet und boten ca. 500 Besuchern im Theaterrund Platz. Am 5. August 2004 wurde vor ausverkaufter Kulisse das Stück „Tablao“ vom Flamenco-Tanztheater „Increpación Danza“ aus Barcelona inszeniert.

## Amphitheater
Mogontiacum dürfte mit ziemlicher Sicherheit auch ein Amphitheater besessen haben. Dies wurde bislang noch nicht eindeutig lokalisiert; historische Überlieferungen und Hinweise aus Grabungen deuten jedoch auf das Zahlbachtal in der Nähe des nicht mehr existierenden Dalheimer Klosters als Standort hin. In den Aufzeichnungen des Mainzer Mönches Siegehard um 1100 ist die Rede von den Ruinen eines Theaters im Zahlbachtal, das für Gladiatoren- und Zirkusspiele angelegt worden sein soll.
In der Alten Geschichte von Mainz von Pater Joseph Fuchs (mehrbändig, ab 1771 erschienen) lokalisierte Fuchs das Mainzer Amphitheater an einer anderen Stelle, zwischen der heutigen Innenstadt und dem Hechtsheimer Berg. Dort sei ein großer Halbzirkel auf dessen Grund man Reste starker Pfeiler gefunden habe. Bisher stehen allerdings in beiden Fällen archäologische Nachweise aus. Die Existenz eines Amphitheaters ist nur indirekt über Indizien wie beispielsweise der Widmung von Gladiatoren erschließbar.